# 东洛杉矶交流道

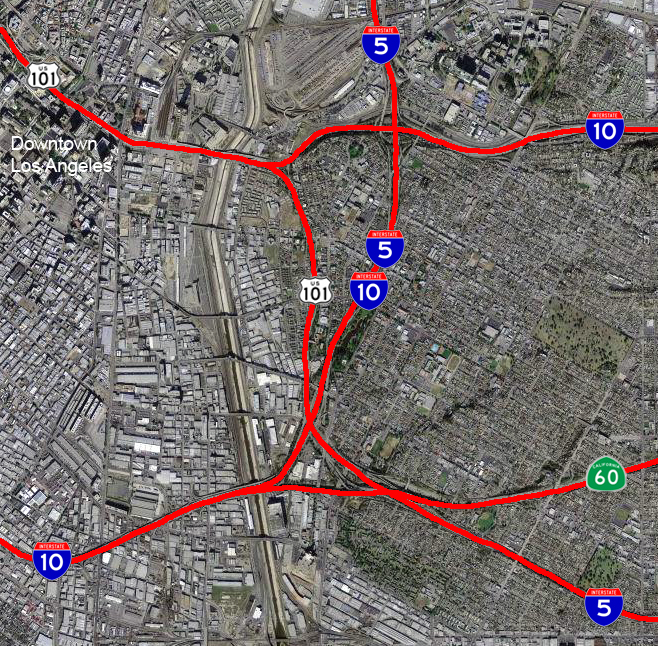
交流道的卫星地图

东洛杉矶交流道（英語：East Los Angeles Interchange）位于美国加利福尼亚州洛杉矶市区以东的洛杉矶河东岸，始建于1960年代。是世界上最繁忙的高速公路交流道之一。2008年，该交流道南侧部分的日均车流量超过了550,000辆。该交流道北边的组成部分，也被称为“圣贝纳迪诺分叉（San Bernardino Split）”，经常也被认为是一座独立的交流道。这两部分组成的交流道整体官方名称为“尤因·A·奥布雷冈纪念交流道（Eugene A. Obregon Memorial Interchange）”，这是为了美国海军陆战队荣誉勋章得主尤因·A·奥布雷冈。
共有六条命名高速公路（或四条编号高速公路，这是因为同一条编号高速公路在交流道异侧的官方命名可能不同）在该交流道交汇：
- 5号州际公路
  - 南：圣安娜高速公路（Santa Ana Freeway）至圣安娜
  - 北：金州高速公路（Golden State Freeway）至沙加緬度
- 10号州际公路
  - 东：圣贝纳迪诺高速公路（San Bernardino Freeway）至圣贝纳迪诺
  - 西：圣莫尼卡高速公路（Santa Monica Freeway）至圣莫尼卡
- 60号加利福尼亚州州道
  - 东：波莫纳高速公路（Pomona Freeway）至波莫纳
- 101号美国国道
  - 北：圣安娜高速公路（Santa Ana Freeway）至洛杉矶市区方向[5]

由于多条高速公路同时在东洛杉矶交流道交汇，该交流道的结构十分复杂。5号州际公路在桥南的部分称为圣安娜高速公路，而经过该桥之后的向北路段改称金州高速公路，而圣安娜高速公路向北的剩余路段改属101号美国国道，通向洛杉矶、文图拉方向。10号州际公路往东西方向的路段实际上是经由一小段5号州际公路相连，其西向路段（圣莫尼卡高速公路），与交流道南部相连，而其东向路段（圣贝纳迪诺高速公路）与交流道北部相连。60号加利福尼亚州州道的主线汇入10号州际公路前往圣莫尼卡方向。尽管交流道已经足够复杂，某些路线间切换还是无法在桥上完成。例如，从60号加利福尼亚州州道往西行驶的车辆无法直接转入5号州际公路向南的路段。要完成这一动作，驾驶员可以选择60号州际公路在此之前5英里处的一个交流道上先转710州际公路向南路段，即长滩高速公路（Long Beach Freeway），然后经由之后的另一个交流道转入5号州际公路。此外，101号美国国道上往南行驶的车辆也无法直接转到5号州际公路的向北路段（反之也不行），不过驾驶员可以选择在之前的一个交流道先转入110号加利福尼亚州州道的东北方向路段，然后再进入5号州际公路向北行驶。由于汇入该交流道的公路宽度不一，高速公路间联络桥不同的曲率也导致通过速度有较大差异，因此此交流道常常发生堵塞。